# António Pedro de Brito Vila Lobos
António Pedro de Brito Vila Lobos (Tavira, 19 de outubro de 1782 — Lisboa, 17 de dezembro de 1841), 1.º barão de Cacela, frequentemente referido apenas por António Pedro de Brito, foi um oficial do Exército Português, reformado no posto de tenente-general. Entre outras funções de relevo, foi governador das Armas do Algarve, governador militar da província dos Açores e governador civil do distrito de Angra.

## Biografia
Nasceu em Tavira, onde estudou primeiras letras e latim na aula régia que então ali funcionava, estudos que complementou com a frequência do curso de filosofia que ao tempo era ministrado no Convento de São Francisco de Tavira. Destinado à carreira militar, assentou praça em 1797 no Regimento de Milícias de Tavira, iniciando pouco depois a frequência da aula de matemática que funcionava no Regimento de Infantaria n.º 14.
Em 1798 foi promovido a alferes do Regimento de Infantaria n.º 14, unidade militar onde em 1809 foi promovido a tenente, já no contexto da Guerra Peninsular e depois de ter tido papel ativo no levantamento de 1808 contra as forças francesas que ocupavam Portugal na sequência da Primeira Invasão Francesa.
Integrado no exército anglo-português, em 1810 foi promovido ao posto de capitão de granadeiros, tendo-se distinguido na Batalha do Buçaco (travada a 27 de setembro de 1810). Permanecendo no exército anglo-português, notabilizou-se nas campanhas da Guerra Peninsular, sendo promovido ao posto de major por distinção em 1813.
Terminadas as campanhas das Guerras Napoleónicas, permaneceu no exército, integrado no Regimento de Infantaria n.º 5, no qual foi promovido a tenente-coronel em 1820 e a coronel em 1821.
Na sequência da declaração de independência unilateral da Bahia, em 1822 foi nomeado para integrar a força expedicionária portuguesa enviada à Baía, onde chegou em 1823, tendo, no contexto da Guerra da Independência do Brasil, sido quase de imediato aprisionado pela esquadra brasileira.
Libertado e repatriado para Lisboa, em 1824 foi colocado na Praça de Abrantes como coronel-tenente-rei. Contudo, nesse mesmo ano foi preso, acusado de liberal, e enviado para a Prisão do Limoeiro, em Lisboa. Após algum tempo na prisão, foi libertado, tendo em 1828 integrado as forças portuguesas que se refugiaram na Galiza e depois se exilaram em Plymouth (Inglaterra). No depósito de emigrados portugueses constituído naquela cidade britânica foi nomeado comandante da 3.ª Divisão Portuguesa de Plymouth.
Em 1829 integrou as forças liberais que se recolheram à ilha Terceira, ficando aquartelado na cidade de Angra. Naquela cidade açoriana integrou a estrutura governativa liberal ali instalada, sendo nomeado vogal da Junta de Justiça dos Açores a 15 de julho de 1829 e comandante das forças que guarneciam a ilha. Neste cargo teve importante papel na defesa da ilha contra o desembarque intentado a 11 de agosto de 1829 no areal da vila da Praia, sendo um dos mais notáveis obreiros da vitória liberal na Batalha de 11 de Agosto.
A 27 de março de 1830 foi nomeado pela Regência de Angra para integrar o Supremo Conselho de Guerra que funcionava em Angra, cargo que acumulou com o comando da 2.ª Brigada do Exército Liberal. Incorporado no Exército Libertador, em 1832 foi promovido a brigadeiro. Comandou a 1.ª Divisão do Exército Libertador durante as operações do Desembarque do Mindelo e subsequente tomada da cidade do Porto.
Tomou parte ativa nas operações de defesa da cidade durante o Cerco do Porto, tendo em 1833 acompanhado António José de Sousa Manuel de Meneses, o Duque da Terceira, na expedição que resultou no desembarque liberal no Algarve. O seu desempenho no desembarque de 24 de junho de 1833 na praia de Cacela (Cacela Velha) levou a que após a vitória liberal fosse feito 1.º barão de Cacela por carta régia de 27 de setembro de 1835.
Após o fim da Guerra Civil Portuguesa foi nomeado governador das Armas do Algarve, cargo que exerceu durante pouco tempo, tendo sido transferido por decreto de 6 de dezembro de 1834 para o cargo de governador militar da província dos Açores, onde tomou posse em Angra a 9 de janeiro de 1835. Foi exonerado do cargo a 5 de março de 1836, por aquele comando ter sido extinto.
Permaneceu em Angra, sendo nomeado governador civil do recém-criado distrito de Angra, funções que exerceu entre 4 de maio e 17 de setembro de 1836, sendo demitido por não ter aderido à Revolução de Setembro.
Regressado a Lisboa, foi nomeado governador das Armas do Minho, exercendo essas funções quando em 1837 ocorreu a Revolta dos Marechais, à qual aderiu. Derrotada a revolta, foi obrigado a refugiar-se na Galiza, sendo demitido do exército. Reintegrado no ano seguinte, foi colocado em Lisboa e nomeado vogal suplente do Supremo Tribunal Militar.
Foi reformado no posto de tenente-general, tendo falecido em 17 de dezembro de 1841. Ao longo da sua carreira foi distinguido por diversas vezes. Foi condecorado com a cruz de ouro de 6 campanhas da Guerra Peninsular a 28 de março de 1820 e com a cruz da Batalha de Vitória a 27 de abril de 1825. Foi feito cavaleiro da Ordem Militar de Cristo a 9 de janeiro de 1823 e cavaleiro da Ordem da Torre e Espada a 25 de julho a 1824, ordem na qual foi elevado ao grau de oficial a 6 de fevereiro de 1832 e de comendador a 24 de março 1834.